# Кранц, Гровер
Гровер Сандерс Кранц (англ. Grover Sanders Krantz; 5 ноября 1931, Солт-Лейк-Сити — 14 февраля 2002, Порт-Анджелес, Вашингтон) — американский антрополог и криптозоолог; он был одним из немногих ученых, кто не только исследовал Бигфута, но и выразил свою веру в существование этого животного. За свою профессиональную карьеру Кранц написал более 60 научных статей и 10 книг по эволюции человека, а также проводил полевые исследования в Европе, Китае и на Яве. Он был членом Менсы и Интертела, обществ с высоким IQ.
Помимо формальных исследований Кранца в области эволюционной антропологии и приматологии, его криптозоологические исследования Бигфута вызвали резкую критику и обвинения в «маргинальной науке» со стороны его коллег, что стоило ему исследовательских грантов и продвижения по службе, а также отмены его постоянного контракта преподавателя в университете. Кроме того, его статьи на эту тему были отклонены рецензируемыми научными журналами. Однако Кранц был настойчив в своей работе и часто вовлекался в спорные темы, такие как останки Кенневикского человека, занимая позицию за их сохранение и изучение. Его описывают как «единственного ученого» и «одинокого профессионала», который в свое время серьезно рассматривал Бигфута в области, в которой в основном доминировали натуралисты любители.

## Биография
Кранц родился в Солт-Лейк-Сити в 1931 году в семье Карла Виктора Эммануэля Кранца и Эстер Марии (урожденной Сандерс) Кранц. Его родители были набожными приверженцами Святымх последних дней, которых часто называли мормонами, и, хотя Кранц пытался следовать основной христианской философии поведения и морали, он не был активен в религии. Он вырос в Рокфорде, штат Иллинойс, в 10 лет его семья переехала обратно в Юту. Он учился в Университете Юты в течение года с 1949 года, прежде чем присоединиться к Национальной гвардии ВВС, где он служил инструктором по выживанию в пустыне в Кловисе, штат Нью-Мексико, с 1951 по 1952 год. Затем Кранц перешел в Калифорнийский университет в Беркли, где он получил степень бакалавра наук в 1955 году и степень магистра в 1958 году. Защитив докторскую диссертацию под названием «Происхождение человека», Кранц получил докторскую степень по антропологии в Миннесотском университете в 1971 году.

### Профессиональная карьера
В начале 1960-х Кранц работал техником в Музее антропологии Фиби А. Херст в Беркли, штат Калифорния, а затем получил штатную должность преподавателя в Университете штата Вашингтон, где он преподавал с 1968 года до выхода на пенсию в 1998 году. Он был популярным профессором, несмотря на заведомо сложные экзамены, часто обедал со студентами и говорил об антропологии, единой теории поля в физике, военной истории и текущих событиях. После его смерти в университете была учреждена стипендия имени Кранца для поощрения «интереса к областям физической/биологической антропологии, лингвистической археологии и/или демографии человека».
В 1970-х годах Кранц изучал ископаемые останки Сивапитеков (Sivapithecus), вымершего рода приматов, который тогда считался многими антропологами предком человека, хотя Кранц помог доказать, что это представление ложно. Исследование Кранцом вида Человек прямоходящий (Homo erectus) было обширными, включая исследования фонематической речи и теоретических моделей охоты, и утверждал, что это привело ко многим анатомическим различиям между Homo erectus и современными людьми. Он также написал влиятельную статью о появлении людей в доисторической Европе и развитии индоевропейских языков и был первым исследователем, объяснившим функцию сосцевидного отростка. Его профессиональная деятельность была разнообразной, в том числе исследование развития палеолитических каменных орудий, таксономии и культуры неандертальцев, вымирания в четвертичном периоде, изменений уровня моря и свидетельств пола в летописи окаменелостей человека.
В 1996 году Кранц был втянут в полемику о Кенневикском человеке, утверждая как в академических кругах, так и в суде, что прямое родство останков и существующих человеческих популяций не может быть продемонстрировано. В интервью, опубликованном в The New Yorker, Кранц заявил, что, по его мнению, «этот скелет не может быть расово или культурно связан с какой-либо существующей группой американских индейцев» и «Закон о репатриации коренных жителей применим к этому скелету не больше, чем если бы одна из первых китайских экспедиций оставила там одного из своих участников». В 2001 году он попытался опубликовать последнюю статью, которую он написал перед смертью, под названием «Неандертальская преемственность с учетом некоторых упущенных данных», но она была отклонена рецензируемым журналом Current Anthropology, а тогдашний редактор Бенджамин Орлав заявил,  что в нем недостаточно ссылок на самые последние исследования.

### Исследования Бигфута
Специальность Кранца как антрополога включала все аспекты эволюции человека, но он был наиболее известен за пределами академических кругов как первый серьезный исследователь, посвятивший свою профессиональную энергию научному изучению Бигфута, начиная с 1963 года. Поскольку его исследования в области криптозоологии были проигнорированы ведущими учеными, несмотря на свои академические заслуги, в попытке найти аудиторию Кранц опубликовал множество книг, предназначенных для случайных читателей, а также часто появлялся в телевизионных документальных фильмах, включая «Таинственный мир Артура Кларка», «В поисках…» и «Снежный человек: легенда встречает науку».
Изучение Кранцем Бигфута, которого он назвал «Сасквоч» (англизированное слово sásqets из халкомелема (IPA [ˈsæsqʼəts], что означает «дикий человек»), привело его к мысли, что это было реальное существо. Он предположил, что существа описанные как Бигфут были связаны с небольшими скоплениями выживших гигантопитеков, а популяция предков мигрировала через Берингов мост, который позже был использован людьми для проникновения в Северную Америку (гигантопитеки жили рядом с людьми, но считается, что они вымерли 100 000 лет назад в Восточной Азии, а Берингов сухопутный мост существовал между 135 000 и 70 000 лет назад.)
В январе 1985 года Кранц попытался официально представить Бигфута, представив доклад на собрании Международного общества криптозоологии, проходившем в Суссексе, Англия, присвоив ему биномен Gigantopithecus blacki, хотя это не было разрешено Международной комиссией по зоологической номенклатуре, поскольку Gigantopithecus blacki был существующим таксоном и потому, что у существа Кранца отсутствовал голотип. Кранц утверждал, что его гипсовые слепки были подходящими голотипами, позже предложив название Gigantopithecus canadensis. Затем Кранц попытался опубликовать свою статью под названием «Виды, названные по следам» в академическом журнале, хотя рецензенты отвергли ее.
Увидев кадры из фильма Паттерсона-Гимлина, которые появились на обложке журнала Argosy в феврале 1968 года, Кранц отнесся к этому скептически, полагая, что фильм является тщательно продуманной мистификацией, сказав, что «он выглядел как кто-то в костюме гориллы» и «Я думаю что есть только 10-процентный шанс что Саквоч был настоящим». После многих лет скептицизма Кранц, наконец, убедился в существовании снежного человека после анализа гипсовых слепков «Калеки», собранных в Боссбурге, штат Вашингтон, в декабре 1969 года. Позже Кранц полностью изучил фильм Паттерсона-Гимлина и, заметив своеобразную походку существа и предполагаемые анатомические особенности, такие как сгибание мышц ног, он изменил свое мнение и стал сторонником его подлинности. Находясь в Боссбурге, он также встретил Джона Уиллисона Грина, и они оставались друзьями до смерти Кранца.
Следы «Калеки», оставленные в снегу, предположительно показали микроскопические кожные гребни (отпечатки пальцев) и травмы, предварительно идентифицированные как косолапость приматологом Джоном Нейпиром. Кранц попросил голландского профессора А. Г. де Уайльда из Университета Гронингена изучить отпечатки, и тот пришел к выводу, что они были «не от какого-то мертвого объекта с гребнями на нем, а от живого объекта, способного растопыривать пальцы ног». Кранц также пытался заставить ФБР и Скотленд-Ярд изучить узоры кожных гребней, и известный эксперт по отпечаткам пальцев Джон Берри, редактор журнала Fingerprint World, сказал ему, что Скотланд-Ярд пришел к выводу, что отпечатки «вероятно настоящие». К его разочарованию, последующая статья 1983 года в журнале Cryptozoology под названием «Анатомия и дерматоглифика трех следов снежного человека» была в значительной степени проигнорирована.
После построения биомеханических моделей гипсовых повязок «Калеки» путем расчета их расстояния, рычага, динамики веса и распределения, а также сравнения данных с пяткой, лодыжкой и основанием пальцев гусеницы, Кранц пришел к выводу, что следы были оставлены животным примерно на ростом 2,44 м в высоту и весом примерно 363 кг. Морфологические детали в гипсе, в частности отпечатки мышцы тенара, также помогли убедить Кранца, который утверждал, что для сравнения в качестве модели «потребуется кто-то, хорошо знакомый с анатомией человеческой руки, чтобы установить связь между непротивопоставленным большим пальцем и отсутствовием мыщца тенара». Кульминацией этого стала первая публикация Кранца на тему снежного человека с его статьей «Следы Сасквоча», появившейся в журнале North American Research Notes в 1971 году.
Незадолго до своей смерти Кранц также осмотрел Скукумский слепок. Он публично не подтвердил его подлинность, сказав в интервью журналу Outside: «Я не знаю, что это такое. Я сбит с толку. Лось. Снежный человек. Это выбор».

### Личная жизнь и смерть
У Гровера Кранца был брат Виктор Кранц, который работал фотографом в Смитсоновском институте. Кранц был женат четыре раза и трижды развелся. Его первой женой была Патриция Хоуленд, на которой он женился в 1953 году; Позже он был женат на Джоан Брэндсон в 1959 году и Эвелин Эйнштейн в 1964 году. Он женился на своей четвертой жене, Дайан Хортон, 5 ноября 1982 года. У него также был пасынок Дюрал Хортон. Кранц был энтузиастом дорог и часто совершал поездки, путешествуя по всем 48 континентальным штатам. В 1984 году он получил высокие баллы в тесте на аналогии Миллера и впоследствии был принят в общество высокого IQ Интертел. 3 марта 1987 года Кранц провел дебаты с Дуэйном Гишем о креационизме и эволюции в Университете штата Вашингтон; в широко разрекламированных трехчасовых дебатах приняли участие более 1000 человек.
В День святого Валентина 2002 года Кранц умер в своем доме в Порт-Анджелесе, штат Вашингтон, от рака поджелудочной железы после восьмимесячной борьбы с болезнью. По его просьбе похорон не было. Вместо этого его тело было отправлено на ферму тел в Центре антропологических исследований Университета Теннесси, где ученые изучают скорость разложения человека, чтобы помочь в судебно-медицинских расследованиях. В 2003 году его скелет прибыл в Смитсоновский национальный музей естественной истории и был похоронен в зеленом шкафу вместе с костями трех его любимых ирландских волкодавов — Клайда, Ики и Яху — по его последней просьбе (см. «Эпилог» за авторством Дэйва Ханта из Смитсоновского института в книге Кранца «Только собака»).
В 2009 году скелет Кранца был тщательно сочленен и вместе со скелетом одной из его собак был выставлен на выставке Смитсоновского института «Написано на костях: судебно-медицинские архивы Чесапика 17 века» в Национальном музее естественной истории. Его кости также использовались для обучения студентов Университета Джорджа Вашингтона судебной медицине и продвинутой остеологии.
После его смерти редактор NPR по имени Лора Кранц увидела некролог в Washington Post и поняла, что Гроувер был ее двоюродным братом. Она провела год, документируя работу его жизни в своем подкасте Wild Thing.

## Избранная библиография
Работы, не связанные с снежным человеком, включают:
- Климатические расы и группы происхождения (North Quincy, MA: Christopher Publishing House, 1980. ISBN 978-0-8158-0390-4)
- Процесс эволюции человека (Cambridge, MA: Schenkman Publishing, 1981. ISBN 978-0-87073-348-2)
- Географическое развитие европейских языков (New York, NY: Peter Lang Publishing, 1988. ISBN 978-0-8204-0800-2)
- Только собака (Hong Kong: William Meacham, 2008. ISBN 978-988-17-3241-5)
- Многочисленные научные статьи, опубликованные в журналах Current Anthropology[англ.], American Anthropologist[англ.], American Journal of Physical Anthropology, American Journal of Archaeology[англ.], American Antiquity и других журналах.

Среди его работ о снежном человеке:
- Ученый смотрит на снежного человека (Moscow: University Press of Idaho, 1977, with anthropologist Roderick Sprague[англ.] (eds.). ISBN 978-0-89301-044-7)
- Ученый смотрит на снежного человека II (Moscow: University Press of Idaho, 1979, with Roderick Sprague (eds.). ISBN 978-0-89301-061-4)
- Снежный человек и другие неизвестные гуманоиды Calgary: Western Publishing, 1984, with archaeologist Vladimir Markotić (eds.). ISBN 978-0-919119-10-9)
- Большие следы: научное исследование реальности снежного человека (Boulder, CO: Johnson Books, 1992. ISBN 978-1-55566-099-4)
- Доказательства йети-снежного человека (Surrey, BC: Hancock House, 1999. ISBN 978-0-88839-447-7)
- Многочисленные научные статьи, опубликованные в Northwest Anthropological Research Notes, Cryptozoology и других журналах.